# Baby Boomer
Baby Boomer — нелицензированная видеоигра для игровой платформы NES, выпущенная в Северной и Южной Америке в 1989 году. Предназначена для игры с использованием светового пистолета. Была разработана компанией Color Dreams (ныне — Wisdom Tree, Inc.). Позже Color Dreams продала свою игру в Бразилии, по лицензии Gradiente.

## Сюжет
Беби-бумер решил сбежать из своей кроватки и отправиться в опасную глушь, за пределами своего дома. Ему нужно найти свою мать.
В конце последнего уровня ребёнок находит свою мать и падает к ней в коляску. Затем происходит диалог матери и ребёнка:

— Мой ребенок!

— Мама!

— Пойдем, малыш Хьюберт.

— Хьюберт? Меня зовут не Хьюберт, меня зовут Бумер!

— Чей это ребенок?!

— И что мне теперь делать?

Потом появляется экран с надписью, в которой гласит, что игра пройдена, и можно ждать вторую часть игры.

## Игровой процесс
Как только начинается игра беби-бумер начинает ползти вперёд. Задача игрока — с помощью светового пистолета защищать ребёнка от врагов (стрелять по врагам). Ими выступают коты, гусеницы, жуки, рыбы, скелеты, летучие мыши и т. д. Если кто-то из них прикоснётся к ребёнку игрок потеряет жизнь, а их всего три. В игре семь уровней: поляна, кладбище, рай, ад и другие. Можно собирать бонусы — бутылочки с молоком (нужно следить за «индикатором молока». Если он будет на нуле, то игрок потеряет жизнь) и мешки с деньгами. Ребёнок может собирать их сам, либо можно стрелять в них из светового пистолета и таким образом самим собирать бонусы.

## Оценки
Игра получила средние и низкие оценки. Например, на сайте Questicle.net игра получила оценку C.